# Estádio Antônio Accioly
Het Estádio Antônio Accioly is een multifunctioneel stadion in Goiânia, een stad in Brazilië. 
Het stadion wordt vooral gebruikt voor voetbalwedstrijden, de voetbalclub Atlético Clube Goianiense maakt gebruik van dit stadion. In het stadion is plaats voor 10.525 toeschouwers. Het stadion werd gerenoveerd in 2005.